# Blindado (película de 2019)
 Blindado es una película de Argentina filmada en colores dirigida por Eduardo Meneghelli sobre el guion de Leonel D'Agostino basado en un guion original de Luis Saez y Antonio Foti que se estrenó el 6 de junio de 2019 y que tuvo como actores principales a Gabriel Peralta Rangel, Luciano Cáceres, Aline Jones y Luis Ziembrowski.

## Sinopsis
El trauma producido por un accidente obliga a un hombre a dejar su trabajo de chofer en una empresa de camiones de caudales pero un sueño con una compañera de trabajo hace que su vida vuelve a tener sentido pues decide volver a trabajar para ayudarla y asegurar un futuro mejor a ella y a su hijo. La película va mostrando su plan para lograrlo al mismo tiempo que esa relación progresa.

## Reparto
Intervinieron en el filme los siguientes intérpretes:
- Gabriel Peralta Rangel	...	Luna
- Luciano Cáceres	...	Vitali
- Aline Jones	...	Selva
- Luis Ziembrowski	...	Luisito
- Lautaro Delgado	...	El Pony
- Esteban Menis	...	Quique
- Gonzalo Urtizberea	...	Yañez
- Facundo Aquino	...	Tucu
- Emilio Vodanovich	...	Beni

## Críticas
Adolfo C. Martínez en La Nación opinó:

”El director Eduardo Meneghelli logró… una historia tensa y emotiva que refleja la lucha de alguien dispuesto a encarar su propio caos.

Diego Curubeto en Ámbito Financiero opinó:

”… una trama original que raya en lo fantástico, o al menos en un delirio místico del protagonista… conductor del camión blindado…dueño de una personalidad compleja producto de una tragedia personal de la que se está recuperando a fuerza de medicación y una obsesión religiosa…El guion se las arregla para que cada uno de estos detalles le sumen intensidad a un clima más de suspenso que de acción. Hay una atmósfera bien diseñada para mantener en vilo al espectador, aunque todo se distiende un poco en la vuelta argumental en la que este hombre armado quiere salvar a una mujer oprimida por un delincuente. Hay un excelente montaje, y poco usuales y bien pensadas tomas aéreas infrecuentes en el cine argentino; actuaciones razonablemente convincentes y una banda sonora interesante que une guitarra acústica y sintetizadores, al estilo John Carpenter. A “Blindado” tal vez le faltaría un desenlace más contundente, pero es una película distinta y recomendable.

Néstor Burtone en el sitio web otroscines.com escribió:

! La película logra sus mejores momentos con la interacción entre los protagonistas dentro del camión, un espacio que Meneghelli convierte en opresivo y asfixiante." 